# Universidade Brown

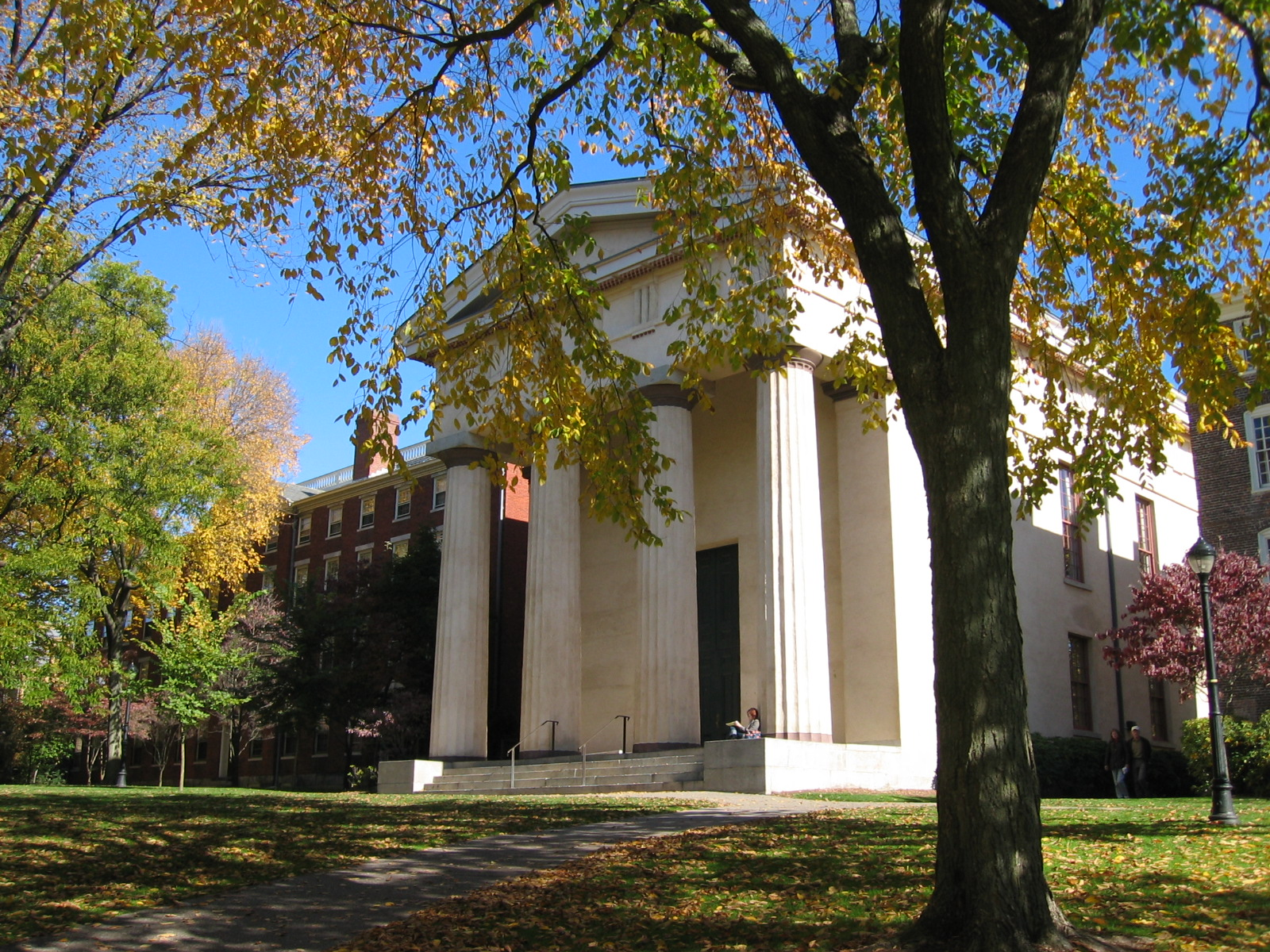
Manning Hall em Brown

A Universidade Brown (em inglês: Brown University) é uma instituição de ensino superior privada norte-americana localizada em Providence (Rhode Island). Membro da famosa Ivy League, a Brown foi fundada em 1764, antes da Independência dos Estados Unidos, com o nome College in the English Colony of Rhode Island and Providence Plantations. É a terceira universidade mais antiga da Nova Inglaterra e a sétima mais antiga dos Estados Unidos, e uma das instituições acadêmicas mais prestigiosas do mundo.
Brown foi a primeira faculdade na nação a aceitar estudantes independentemente de suas religiões. Academicamente, Brown consiste em The College, Graduate School, e Alpert Medical School. Os programas internacionais da Brown são organizados através do Watson Institute for International Studies.
O campus principal da Brown está localizado em College Hill, na zona leste de Providence. Desde 1904 o mascote da Brown é um urso chamado "Bruno", que frequentemente faz aparições em jogos da universidade. Pessoas envolvidas com a Brown são conhecidas como Brunonians.
Desde 2001, o décimo oitavo presidente da Brown é Ruth J. Simmons, a primeira presidente permanente da universidade. Ela é também a primeira afro-americana e segunda presidente mulher de uma instituição da Ivy League.
Entre seus ex-alunos, estão 8 laureados com Prêmio Nobel, 19 agraciados com o Prêmio Pullitzer, 8 bilionários, 1 Chefe da Suprema Corte dos Estados Unidos, 4 Secretários de Estado dos Estados Unidos e outros membros do Gabinete Presidencial, 55 membros do Congresso dos Estados Unidos, além de membros de famílias reais, fundadores e executivos de multinacionais. 